# Pseudipocragyes maculatus
Pseudipocragyes maculatus là một loài bọ cánh cứng trong họ Cerambycidae.